# لو هوالی
لو هوالی (انگلیسی: Lu Huali؛ زادهٔ ۱۴ مارس ۱۹۷۲)از برندگان مدال‌های المپیک تابستانی روئینگ اهل چین است.